# Apatania nikkoensis
Apatania nikkoensis är en nattsländeart som beskrevs av Tsuda 1939. Apatania nikkoensis ingår i släktet Apatania och familjen Apataniidae. Inga underarter finns listade i Catalogue of Life.